# NXT Halloween Havoc
NXT Halloween Havoc es un evento de lucha profesional producido por WWE, llevado a cabo exclusivamente para luchadores de la marca NXT de la promoción. Como su nombre lo indica, es un evento con temática de Halloween que se lleva a cabo en octubre.
Originalmente fue producido como un pague-por-ver anual (PPV) por World Championship Wrestling (WCW) desde 1989 hasta 2000. En marzo de 2001, WWE, en ese momento todavía conocida como World Wrestling Federation, compró los activos de WCW. Diecinueve años después, Halloween Havoc fue revivido como un evento anual para la marca NXT de WWE en 2020. En 2020 y 2021, se llevó a cabo como un especial de televisión del programa NXT, pero se hizo un evento de livestreaming en 2022.

## Resultados

### 2020
NXT Halloween Havoc 2020 tuvo lugar el 28 de octubre de 2020 desde el WWE Performance Center en Orlando, Florida, y estuvo presentado por Shotzi Blackheart.
- Johnny Gargano derrotó a Damian Priest en un Devil's Playground Match y ganó el Campeonato Norteamericano de NXT (21:06).  
  - Gargano cubrió a Priest después de golpearlo con una lápida y que éste cayera de la escenografía.
  - Durante la lucha, Austin Theory disfrazado de Ghostface interfirió a favor de Gargano.
  - Esta lucha fue estipulada por Shotzi Blackheart a través de la ruleta.
- Santos Escobar derrotó a Jake Atlas (3:21). 
  - Escobar cubrió a Atlas después de un «Legado».
  - Durante la lucha, Raúl Mendoza y Joaquin Wilde interfirieron a favor de Escobar.
  - El Campeonato Peso Crucero de NXT de Escobar no estuvo en juego.
- Rhea Ripley derrotó a Raquel González (13:02).
  - Ripley cubrió a González después de un «Riptide».
- Dexter Lumis derrotó Cameron Grimes en un House of Horrors Match.
  - Lumis fue declarado ganador después de que dejara inconsciente a Grimes con un «Silence».
  - Durante la lucha, el miembro del WWE Hall of Fame Michael Hayes apareció como parte de la lucha.
  - Durante la lucha, varios personajes temáticos interfirieron en contra de ambos.
- Io Shirai derrotó a Candice LeRae en una Tables, Ladders & Scares Match y retuvo el Campeonato Femenino de NXT (16:30).[2]
  - Shirai ganó la lucha después de descolgar el campeonato.
  - Durante la lucha, Indi Hartwell disfrazada de Ghostface interfirió a favor de LeRae, mientras que Shotzi Blackheart interfirió a favor de Shirai.
  - Esta lucha fue estipulada por Blackheart a través de la ruleta.

### 2021
NXT Halloween Havoc 2021 tuvo lugar el 26 de octubre de 2021, en el Capitol Wrestling Center en Orlando, Florida, y fue presentado por LA Knight y Chucky, quienes decidieron mediante una ruleta las estipulaciones de algunos de los combates.
- Toxic Attraction (Gigi Dolin & Jacy Jayne) derrotaron a Io Shirai & Zoey Stark (c) e Indi Hartwell & Persia Pirotta en un Scareway to Hell Ladder Match y ganaron el Campeonato Femenino en Parejas de NXT (12:22).[3]
  - Toxic Attraction ganó la lucha después de que Dolin descolgara el campeonato.
- Joe Gacy (con Harland) derrotó a Malik Blade (2:10).
  - Gacy cubrió a Blade después de un «Clothesline».
  - Durante la lucha, Harland interfirió a favor de Gacy.
- Roderick Strong (con Diamond Mine) derrotó a Odyssey Jones (3:56).
  - Strong cubrió a Jones después de un «Running Knee».
  - Durante la lucha, Diamond Mine interfirió a favor de Strong.
  - El Campeonato Peso Crucero de NXT de Strong no estuvo en juego.
- Mandy Rose derrotó a Raquel González en un Trick or Street Fight y ganó el Campeonato Femenino de NXT (11:53).[4]
  - Rose cubrió a González después de un «Kiss the Rose».
  - Durante la lucha, Dakota Kai disfrazada de Ghostface interfirió en contra de González.
  - Esta lucha fue estipulada por Chucky a través de la ruleta.
- Imperium (Fabian Aichner & Marcel Barthel) derrotaron a MSK (Wes Lee & Nash Carter) en un Lumber Jack-o'-Lantern Match y ganaron el Campeonato en Parejas de NXT (13:10).[5]
  - Aichner cubrió a Lee después de un «Imperium Bomb».
- Tommaso Ciampa derrotó a Bron Breakker y retuvo el Campeonato de NXT (13:49).[6][7]
  - Ciampa cubrió a Breakker después de un «Fairytale Ending».

### 2022
NXT Halloween Havoc 2022 tuvo lugar el 22 de octubre de 2022 desde el Capitol Wrestling Center en Orlando, Florida, y estuvo presentado por Shotzi y Quincy Elliott, quienes decidieron mediante una ruleta las estipulaciones de algunos de los combates.
- Wes Lee derrotó a Von Wagner (con Mr. Stone), Nathan Frazer, Carmelo Hayes (con Trick Williams) y Oro Mensah en un Ladder Match y ganó el vacante Campeonato Norteamericano de NXT (19:47).[9][10]
  - Lee ganó la lucha después de descolgar el campeonato.
  - Durante la lucha, Williams interfirió a favor de Hayes, mientras que Mr. Stone interfirió a favor de Wagner.
- Apollo Crews derrotó a Grayson Waller en un Casket Match (12:58).
  - Crews ganó la lucha después de meter al ataúd a Waller con un «Chokeslam» y cerrar la puerta.
- Roxanne Perez derrotó a Cora Jade en un Weapons Wild Match (12:25).
  - Perez cubrió a Jade después de un «Pop Rocks» sobre unas sillas.
- Julius Creed derrotó a Damon Kemp en un Ambulance Match (14:09).
  - Julius ganó la lucha después de meter a Kemp a la ambulancia con un «Powerbomb».
  - Si Julius perdía, Brutus Creed hubiera tenido que abandonar NXT.
- Mandy Rose (con Gigi Dolin y Jacy Jayne) derrotó a Alba Fyre y retuvo el Campeonato Femenino de NXT (7:07).
  - Rose cubrió a Fyre después de un «Kiss The Rose».
  - Durante la lucha, Toxic Attraction interfirió a favor de Rose.
- Bron Breakker derrotó a JD McDonagh e Ilja Dragunov y retuvo el Campeonato de NXT (23.47).
  - Breakker cubrió a Dragunov después de un «Spear».

### 2023
NXT Halloween Havoc 2023 tuvo lugar el 24 y 31 de octubre de 2023 desde el Capitol Wrestling Center en Orlando, Florida, y estuvo presentado por Shotzi y Scarlett, quienes decidieron mediante una ruleta las estipulaciones de algunos de los combates.

#### Noche 1: 24 de octubre
- Roxanne Perez derrotó a Kiana James en un Devil's Playground Match (10:51).[14][15]
  - Perez cubrió a James después de un «Pop Rocks» sobre un bolso en ringside.
- Lexis King derrotó a Dante Chen (4:12).[16][17]
  - King cubrió a Chen después de un «Dire Promises».
- Kelani Jordan derrotó a Arianna Grace y avanzó a la final del NXT Women's Breakout Tournament (7:35).
  - Jordan cubrió a Grace después de un «Split Legged Moonsault».
- Chase U (Andre Chase & Duke Hudson) (con Thea Hail & Jacy Jayne) derrotó a The Family (Tony D'Angelo & Channing «Stacks» Lorenzo) y ganó el Campeonato en Parejas de NXT (11:19).[18][19]
  - Chase cubrió a D'Angelo con un «Roll-Up».
  - Durante la lucha, Jayne interfirió a favor de Chase U.
- Blair Davenport derrotó a Gigi Dolin en un Lights Out Match (12:32).[20]
  - Davenport cubrió a Dolin después de un «Kamigoye».
- Lola Vice (con Elektra Lopez) derrotó a Karmen Petrovic y avanzó a la final del NXT Women's Breakout Tournament (3:36).[21]
  - Vice cubrió a Petrovic después de un «Spinning Heel Kick».
- Lyra Valkyria derrotó a Becky Lynch y ganó el Campeonato Femenino de NXT (16:06).[22][23][24]
  - Valkyria cubrió a Lynch después de revertir un «Manhandle Slam» en un «Roll-Up».
  - Después de la lucha, Valkyria y Lynch se dieron la mano y un abrazo en señal de respeto.

#### Noche 2: 31 de octubre
- The Creed Brothers (Brutus Creed & Julius Creed) (con Ivy Nile) derrotó a Los Lotharios (Angel Garza & Humberto Carrillo) en un Tables, Ladders & Scares Match (14:03).[25][26]
  - Brutus cubrió a Carrillo después de un «Brutus Bomb» sobre una mesa.
- La lucha entre Tiffany Stratton y Fallon Henley terminó sin resultado.[27]
  - El combate no se realizó, debido a que Stratton atacó a Henley antes del comienzo de la lucha.
- Dominik Mysterio (con Rhea Ripley) derrotó a Nathan Frazer y retuvo el Campeonato Norteamericano de NXT (10:26).[28][29][30]
  - Mysterio cubrió a Frazer después de un «Frog Splash».
  - Durante la lucha, Ripley interfirió a favor de Mysterio.
  - Después de la lucha, Mysterio atacó a Frazer, pero fue detenido por Wes Lee.
- Bron Breakker derrotó a Mr. Stone (2:38).[31][32]
  - Breakker cubrió a Mr. Stone después de un «Spear».
  - Después de la lucha, Breakker atacó a Mr. Stone, pero fue detenido por Von Wagner quien hizo su regreso.
- Chelsea Green & Piper Niven derrotaron a Chase U (Jacy Jayne & Thea Hail) (con Andre Chase & Duke Hudson) y retuvieron el Campeonato Femenino en Parejas de WWE (8:58).[33][34]
  - Green cubrió a Jayne después de un «Unprettier».
  - Durante la lucha, Andre Chase distrajo a Jayne.
- Lola Vice (con Elektra Lopez) derrotó a Kelani Jordan y ganó el NXT Women's Breakout Tournament (6:56).[35][36][37]
  - Vice cubrió a Jordan después de un «Spinning Heel Kick»
  - Durante la lucha, Lopez interfirió a favor de Vice.
- Ilja Dragunov derrotó a Carmelo Hayes y retuvo el Campeonato de NXT (16:42).[38][39][40]
  - Dragunov cubrió a Hayes después de un «Torpedo Moscow».
  - Durante la lucha, Trick Williams distrajo a Hayes.
  - Después de la lucha, Baron Corbin atacó a Dragunov.

### 2024
NXT Halloween Havoc 2024 tuvo lugar el 27 de octubre del 2024 en el Giant Center de Hershey, Pensilvania. Fue la quinta edición de Halloween Havoc  bajo la marca de NXT y también la primera que fue realizada fuera del WWE Performance Center en Orlando, Florida.
- Tony D'Angelo derrotó a Oba Femi en un Tables, Ladders & Scares Match y retuvo el Campeonato Norteamericano de NXT (15:20).
  - D'Angelo cubrió a Femi después de un «Spinebuster» sobre una mesa.
  - Durante la lucha, The Family (Channing «Stacks» Lorenzo, Luca Crusifino & Adriana Rizzo) interfirió a favor de D'Angelo.
- Giulia & Stephanie Vaquer derrotaron a Roxanne Perez & Cora Jade (14:15).
  - Vaquer cubrió a Perez después de un «Sky Twister Press».
- Ridge Holland derrotó a Andre Chase en un Ambulance Match (14:30).
  - Holland ganó la lucha después de meter a Chase a la ambulancia con un «Redeemer DDT».
- Fallon Henley derrotó a Kelani Jordan (c), Jacy Jayne y Jazmyn Nyx en un Gauntlet Match y ganó el Campeonato Norteamericano Femenino de NXT (14:15). 
  - Jordan cubrió a Nyx después de un «450 Splash».
  - Jordan cubrió a Jayne con un «Roll-Up».
  - Henley cubrió a Jordan después de un «Shinning Wizard».
  - Durante la lucha, Jayne y Nyx (después de ser eliminadas) interfirieron a favor de Henley.
  - Después de la lucha, Zaria atacó a Fatal Influence.
- Trick Williams derrotó a Ethan Page en un Devil's Playground Match y retuvo el Campeonato de NXT (18:00).
  - Williams cubrió a Page después de un «Trick Shot».
  - Después de la lucha, Page y Ridge Holland atacaron a Williams, pero fueron detenidos por Bubba Ray Dudley.